# Piece by Piece
Piece by Piece er en amerikansk animationsfilm fra 2024, der beskriver musikeren, sangeren og produceren Pharrell Williams' liv, fortalt ved hjælp af animerede legoklodser. Filmen er instrueret af Morgan Neville. Pharrell Williams lægger stemme til sin egen figur, som er hovedpersonen. Derudover optræder en række andre musiknavne i animeret form i filmen med musikernes egne stemmer. Det gælder blandt andet Kendrick Lamar, Gwen Stefani, Snoop Dogg, Timbaland, Justin Timberlake og Jay-Z.
Filmen fik Danmarkspremiere 23. januar 2025.

## Modtagelse

### USA
På det amerikanske websted Rotten Tomatoes, der opsummerer amerikanske mediers filmanmeldelser, var 83 % af de 122 indsamlede anmeldelser positive med en gennemsnitlig vurdering på 6,9 ud af 10 mulige point. Webstedets sammenfattende vurdering lød: "Som et højst usædvanligt tvist på dokumentarfilmformatet, der fungerer upåklageligt, er dette kalejdoskopiske overblik over Pharrell Williams' karriere et livligt vidnesbyrd om den styrke, der ligger i at tro på sig selv".

### Danmark
Filmmagasinet Ekko gav filmen tre stjerner ud af seks og mente, at "får beatsnedkerens [Pharrell Williams'] imponerende bagkatalog til at funkle, men hovedpersonens Duplo-klodsede betragtninger om kunst og kosmos er pinagtige". Dagbladet Information kaldte filmen et "lidt for klodset portræt af Pharrell Williams".